# Piramide delle età

Piramidi dell'età rappresentanti le quattro fasi della transizione demografica.

La piramide delle età (o della popolazione) è una rappresentazione grafica usata nella statistica demografica per descrivere la distribuzione per età di una popolazione vivente.
Solitamente si tratta di due istogrammi disposti simmetricamente attorno all'asse verticale che rappresenta le età (o, più comunemente, le classi di età ad intervalli di 5 anni).
In ascissa, per ciascuna classe di età, è indicato l'ammontare della popolazione (in unità o in percentuale sul totale), che viene riportata in modo da distinguere i due sessi, uno orientato nel verso ordinario (crescente verso destra) e uno nel verso opposto (crescente verso sinistra).
Dalla forma di una piramide delle età si può dedurre la storia demografica di quasi un secolo (circa 80-90 anni) di una popolazione e l'andamento demografico a cui sta tendendo:
- forma prettamente piramidale: popolazione in crescita;
- piramide tendente a un rettangolo: crescita nulla;
- piramide tendente a un trapezio: decremento.

Confrontando fra loro le singole classi, si potranno osservare improvvisi cali o aumenti dovuti a eventi particolari: cali delle nascite per guerre o altri eventi, immigrazioni o emigrazioni in età lavorativa, squilibri tra uomini e donne nelle stesse fasce di età.
Talvolta il grafico può essere ulteriormente articolato aggiungendo altre informazioni (stato civile, titolo di studio, condizione lavorativa ecc.).
Nel 1879 lo statistico italiano Luigi Perozzo disegnò uno stereogramma che rappresentava,  in base ai dati dei censimenti svedesi, una serie storica di (mezze) piramidi delle età usando una rappresentazione grafica di tre dimensioni (età, numerosità, data di riferimento).

La piramide dell'Afghanistan dimostra che la popolazione è in forte crescita, con un'elevata percentuale di giovani.
Anche in Angola c'è un forte incremento demografico.
In Cina si è assistito ad un elevato incremento interrotto gradualmente negli anni '60-70, quando è stata introdotta la politica del figlio unico.
Negli USA si è avuto un notevole incremento sino agli anni 1960, quindi si è verificato un calo delle nascite in seguito stabilizzatesi.